# シュラクサイのケパロス
ケパロス（希: Κέφαλος、英: Cephalus）は、紀元前5世紀に生きたシュラクサイ出身の人物。アテナイの外港ペイライエウスに住んでいた富裕な居留民（メトイコス）として知られる。
父はリュサニアス、子供はポレマルコス、リュシアス、エウテュデモスの3兄弟。ペリクレスの招きでアテナイに移住し、以後30年間ペイライエウスで居留民として暮らし、そのまま生涯を終えた。
プラトンの主著『国家』に登場人物として取り上げられたことで知られる。この著作の内容は、ペイライエウスのケパロスの家で行われた対話という体裁になっている。そこでケパロスは対話の導入役となっており、富裕かつ敬虔な人物として描かれている。